# Suzuka Point Getters
Maillots
Actualités
Suzuka Point Getters (Suzuka Pointo Getta-zu) est un club de football japonais basé à Suzuka, dans la préfecture de Mie. Il joue dans la Japan Football League.

## Histoire
Le club a été créé à l'origine à Nabari, Mie en 1980 sous le nom de Mie Club, il est devenu membre de la Mie Football Association pour rejoindre la ligue préfectorale de Mie en 1982. Le club est monté en division supérieure en 1991 et y est resté jusqu'en 2005, lorsque les organisateurs locaux ont lancé l'idée de développer une équipe de football plus grande et plus ambitieuse.
La région au sud-ouest de Nagoya a été traditionnellement très peuplée mais encore sous-développée dans le football malgré un certain nombre de succès de ce sport au lycée local. À la mi-2005, un groupe d'hommes d'affaires locaux, de fans de football et d'entraîneurs de la préfecture de Mie, désireux de constituer une équipe pour représenter la région, a approché Bunji Kimura, un ancien entraîneur de football du Kyoto Sanga F.C. et Yokohama Flügels. Kimura a été convaincu d'accepter le poste de président et directeur technique d'un club qui portait alors le nom de "W.S.C. Nabari Admiral". Kimura a commencé un projet très ambitieux pour transformer l'équipe d'un groupe d'amateurs dans une petite ville à une organisation beaucoup plus compétitive représentant les aspirations de toute la préfecture.
Sur l'insistance de Bunji Kimura, l'équipe a pris en février 2006 le nom de « MIE FC Rampole », du nom du célèbre écrivain japonais de romans policiers Rampo Edogawa, né dans la préfecture de Mie. La partie "ole" du nom serait un mot espagnol "Olé" utilisé pour applaudir. Après le changement de nom, le club a lancé son site officiel le 22 février. Kimura a rapidement commencé à s'appuyer sur son réseau de contacts en J.League pour recruter des entraîneurs et des organisateurs plus expérimentés, et à la fin de sa première saison en charge, le club est passé en deuxième division de la Ligue régionale de Tōkai.
Alors que sa progression sur le terrain s'est temporairement arrêtée, avec des troisièmes places en 2007 et 2008, le club a concentré l'essentiel de son attention sur les objectifs organisationnels. Une société indépendante a été créée en 2006, répondant à l'une des exigences de la J. League Associate Membership, et en 2008, l'équipe a fusionné avec le Suzuka Club, absorbant ainsi un programme pour les jeunes qui peut aider à répondre à une autre exigence clé. À la suite de la fusion, l'équipe a annoncé le 1er septembre 2008 qu'elle a changé son nom pour « F.C. Suzuka Rampole », et a déplacé son terrain de jeu d'Ueno Athletic Park Stadium au Suzuka Sports Garden à partir de la saison 2009. Le club a effectué le déménagement puisque premièrement, Suzuka est la ville mondialement connue pour le circuit de F1 située à l'extérieur de la ville, et deuxièmement, sa population et son emplacement, carrément au milieu des principaux centres de population de la préfecture de Mie, sont considérés comme idéaux.
Le 28 janvier 2016, l'équipe a annoncé un changement immédiat du nom de l'équipe en Suzuka Unlimited FC (鈴鹿アンリミテッドFC)
Avec la nomination de l'entraîneur Milagros "Mila" Martínez à partir de la saison 2019, le club a été le premier et à ce jour le seul dans l'une des divisions de niveau national du Japon à avoir une femme à la tête du club.
Le 1er février 2020, le club a annoncé qu'il allait changer son nom en Suzuka Point Getters (鈴鹿ポイントゲッターズ).
Le 5 juillet 2021, Suzuka a annoncé le départ de Milagros "Mila" Martínez par consentement mutuel après l'expiration de son contrat et a publié sa gratitude envers les fans de Point Getter tout au long de son mandat. Dix jours plus tard, l'ancien entraîneur de la J. League 3 Yasutoshi Miura a été embauché pour lui succéder et être également le directeur général de Suzuka.

### Joueurs et personnalités du club
| Manager         | Nationality | Tenure    |
| --------------- | ----------- | --------- |
| Bunji Kimura    | Japon       | 2007–2010 |
| Yūichi Sone     | Japon       | 2010      |
| Narita Takaki   | Japon       | 2011–2018 |
| Mila Martínez   | Espagne     | 2019-2021 |
| Yasutoshi Miura | Japon       | 2021–     |

### Joueurs emblématiques
| - Efrain Rintaro (2017-2022) - Pablo Yan Ferreira (2015-2019) - Sergio Arenas (2019-2021) - Kwang-sik Jeong (2009-2011) - Yohei Kurakawa (2017-2019) - Akihiro Sakata (2021-2022) - Ryota Noguchi (2016-2022) |